# Flip Saunders

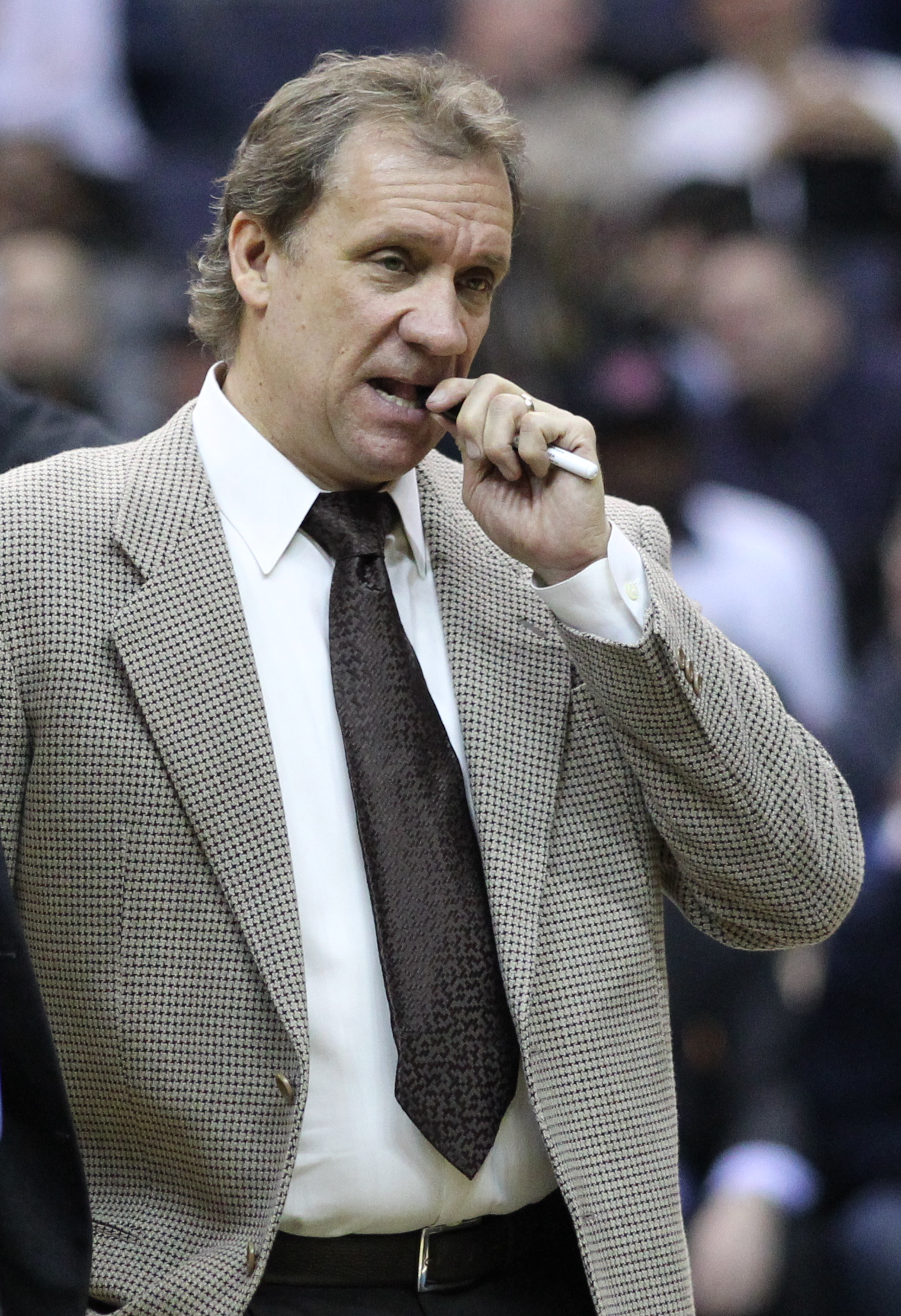
Flip Saunders (2011)

Philip „Flip“ Saunders (* 23. Februar 1955 in Cleveland, Ohio; † 25. Oktober 2015 in Minneapolis, Minnesota) war ein US-amerikanischer Basketballtrainer.

## Karriere
Saunders begann seine Karriere als Trainer am Golden Valley Lutheran College, dort erarbeitete er sich einen 92-13 Rekord. 1981 wurde er Assistenztrainer bei seiner Alma Mater Minnesota. Nach fünf Spielzeiten wechselte er als Assistenztrainer an die Universität von Tulsa, Oklahoma. Dort arbeitete er zwei Spielzeiten.
1988 wechselte er in die CBA, in der er in seiner ersten Saison die Rapid City Thrillers trainierte und anschließend die La Crosse Catbirds übernahm. In fünf Jahren bei den Catbirds gewann Saunders zweimal die CBA-Meisterschaft (1990, 1992), bevor er für ein Jahr die Mannschaft der Sioux Falls Skyforce leitete. Mit 253 Siegen ist er in dieser Statistik der zweiterfolgreichste Trainer der Ligageschichte.
Es folgte 1995 der Wechsel in die NBA zu den Minnesota Timberwolves. Dort blieb Saunders bis 2005, was ihn zum Trainer mit der mit Abstand längsten Amtszeit der Franchise macht. Er erreichte mit ihr achtmal hintereinander die Play-offs (1997–2004), schied jedoch sieben Saisons hintereinander in der ersten Runde aus. Erst 2004 konnte Saunders diese Serie durchbrechen und führte die Timberwolves in die Finalserie der Western Conference, was den bislang größten Erfolg der Franchise darstellt. Da die folgende Saison jedoch weniger erfolgreich verlief und die Mannschaft nach 51 Spielen bereits mehr Spiele verloren hatte als während der 82 Spiele der vorherigen Regular Season, wurde er entlassen.
Zu Beginn der folgenden Saison übernahm Saunders die Detroit Pistons, die er ins Finale der Eastern Conference führte. Auch 2007 und 2008 konnte er dies mit den Pistons wiederholen. Nachdem er jedoch jeweils den Finaleinzug verpasst hatte, wurde er am 3. Juni 2008 von den Pistons entlassen.
Von 2009 bis Februar 2012 war er Headcoach der Washington Wizards.
Im Mai 2013 kehrte Saunders zu den Minnesota Timberwolves zurück. Dort übernahm er die Management-Position für das operative Basketball-Geschäft. Ebenso erhielt er Anteile an der Franchise. Nach einem Jahr entschied er sich im Juni 2014 die Timberwolves wieder als Cheftrainer zu übernehmen und in die Saison 2014/15 zu führen.

## Tod
Am 25. Oktober 2015 verstarb Saunders an den Folgen eines Hodgkin-Lymphoms in Minneapolis, Minnesota.

## Persönliches
Saunders Sohn Ryan Saunders übernahm im Mai 2019 die Timberwolves im Alter von 33 Jahren und ist damit der jüngste Cheftrainer der Liga-Historie.